# Istituzioni (Cassiodoro)
Le Istituzioni (Institutiones divinarum et saecularium litterarum, "Istituzioni delle lettere sacre e profane") sono un'enciclopedia in latino del politico e letterato Flavio Magno Aurelio Cassiodoro datata attorno al 560.
Si tratta di un'erudita introduzione allo studio delle Sacre scritture e delle arti liberali.
Le Istituzioni ebbero una grande influenza in tutto il Medioevo e in particolare nella nascita delle prime enciclopedie: ispirarono l'Etymologiae od Origines (636) di Isidoro di Siviglia, la quale divenne l'opera enciclopedica più influente dell'alto Medioevo. Queste opere servirono, a loro volta, come base alle compilazioni redatte intorno all'830 da Rabano Mauro.

## Storia editoriale
Progettata dopo che la richiesta di Cassiodoro per la fondazione di un'università di studi cristiani ricevette una risposta negativa da papa Agapito I, l'opera visse un lungo periodo di incubazione: basti pensare che al suo interno cita il De orthographia, ultima opera attestata di Cassiodoro.
Il titolo originale era Institutiones divinarum et humanarum lectionum.
La composizione si basa su tre differenti fasi, nelle quali l'opera passa da uno a due libri; si tratta delle cosiddette redazioni Mynors e Holtz. La prima composizione si fa risalire al 551, mentre la redazione definitiva è datata intorno al 562.

## Contenuto
L'enciclopedia tratta lo studio delle Sacre scritture e delle arti liberali e si suddivide in varie sezioni: la prima presenta i vari libri della Bibbia, la storia della Chiesa e degli studi teologici; la seconda si occupa di quelle arti incluse successivamente nel trivio e quadrivio, con un occhio rivolto alla cultura pagana e alle norme atte per trascrivere correttamente gli antichi.